# 张谏 (辽朝)
張諫，辽朝官员，瀛州河间县人。
他才华出众，学识渊博。游学泗北、河朔，从师授徒，交接豪杰。辽太祖兴起松漠，他投奔契丹，作为太子耶律倍的从事。耶律倍精通诗歌、绘画、音乐、医卜，有張諫侍读之功。耶律倍入后唐，張諫担任耶律倍儿子耶律阮的王府郎中。耶律阮即位为辽世宗，以張諫为枢密直学士，转给事中，朔州顺义军节度使，检校太保。辽穆宗即位，以他为左威卫上将军、充入班节度使班首。
其子张正岌，官至通事舍人，壮年卒官；张正峦，官至通事舍人；张正嵩，官至济州刺史、朔州节院使；幼子张正峰，一女嫁给西台御史大夫郑藉。其孙张思忠。